# Pirates of the Caribbean
Pirates of the Caribbean er et franchise fra Walt Disney, der består af adskillige attraktioner i forlystelsesparker og en filmserie og en række spin-off romaner, samt en række relaterede computerspil og andre publikationer. Franchisen startede med Pirates of the Caribbean forlystelsen, som åbnede i Disneyland i 1967 og som var en af de sidste attraktioner, som Walt Disney var med til. Disney baserede denne forlystelse på piratlegender og myter.
Pirates of the Caribbean (POTC) blev en populær mediefranchise med udgivelsen Pirates of the Caribbean: The Curse of the Black Pearl i 2003. Pirates of the Caribbean attraktioner kunne i 2016 findes i fem Disney forlystelsesparker. Filmserien havde i marts 2019 indspillet for over $4,5 mia. på verdensplan, hvilket gjorde den til den mest indbringende filmserie nogensinde.
Blandt seriens hovedpersoner er Kaptajn Jack Sparrow (Johnny Depp), Will Turner (Orlando Bloom) og Elizabeth Swann (Keira Knightley).

## Film

### Den sorte forbandelse(2003)
Den Sorte perles Forbandelse er en action-adventure-film fra 2003 produceret af Walt Disney Pictures, der foregår i Caribien mellem 1660 og 1750. Filmen er inspireret af Pirates of the Caribbean-forlystelsen i Disney World-Florida. Efter filmen udkom, blev forlystelsen 'opdateret' samt bygget i de andre Disney-forlystelsesparker, som er placeret forskellige steder i verden.

### Død Mands Kiste(2006)
Lord Beckett, en magtfuld og nådesløs mand fra East India Trading Co. arresterer Elizabeth Swann og Will Turner fordi de har hjulpet Jack Sparrow med at flygte fra den Britiske Flåde. Lord Beckett indvilliger dog i at lade Elizabeth og Will gå hvis Will går med til at finde Jack Sparrow's kompas.
I mellemtiden prøver Jack Sparrow på at betale en gammel gæld tilbage, som han har med Davy Jones, kaptajnen på Den Flyvende Hollænder. Kaptajn Jack Sparrow er blevet lidt mystisk siger en af hans besætningsmedlemmer.

### Ved Verdens Ende(2007)
Jack Sparrow er blevet taget af søuhyret, Kraken. Den Flyvende Hollænder er blevet erobret af Lord Beckett, som nu vil udrydde piraterne fra De Syv Have for evigt. Elizabeth, Will Turner, Mr. Gibbs og Kaptajn Barbossa begiver sig ud for at finde Jack Sparrow så de kan forhindre Lord Beckett i at udrydde piraterne.

### I Ukendt Farvand(2011)
Jack Sparrow bliver tvunget til at hjælpe sin tidligere elskerinde, Angelica. Hun tvinger Jack Sparrow ombord på skibet Queen Anne's Revenge som er styret af den berygtede Kaptajn Blackbeard, som er Angelica's far. De begiver sig ud for at finde Ungdommens Kilde, men den Britiske Flåde er også ude efter Ungdommens Kilde og denne gang får de hjælp af Kaptajn Barbossa.

### Salazar's Hævn(2017)
Jerry Bruckheimer bekræftede i oktober 2011, at de arbejder på et manuskript til Pirates of the Carribean 5. Kevin McNally udtalte blandt andet i et interview at de var klar til at starte produktionen i efteråret 2012. Fordi Johnny Depp var i gang med indspilningen til Lone Ranger (2012 - 2013), ville det ikke være muligt at filme femte del af filmen før 2014. Orlando Bloom nævnte at han var interesseret i at vende tilbage til Pirates of the Carribean. Der har siden været rygter om, at han vender tilbage i den femte film. Det var i en rapport fra Moviehole, at der blev spurgt om filmens plot, en Disney kilde udtalte: "Will Turners historie er måske ikke færdig endnu ". Dette er dog stadig betragtet som et rygte.
I August 2012 kom nyheden endelig, at Johnny Depp officielt havde skrevet under på at medvirke i den femte film. I november 2012 blev skibet som har spillet Den Sorte Perle og Queen Annes Revenges, forankret i Long Beach, Californien.
Filmen er som den eneste, blevet udgivet med forskellige undertitler. I Amerika er undertitlen Dead Men Tell No Tales, mens den i resten af verden kendes som Salazar's Revenge (Salazar's Hævn).
I juli 2014 blev det meddelt, at den femte film i rækken, ville blive frigivet den 7. juli 2017. Filmen udkom i maj 2017.

## Karakterer
| Rolle                    | Film                               | Film                   | Film                    | Film                    | Film                  |
| Rolle                    | Den sorte forbandelse (2003)       | Død mands kiste (2006) | Ved verdens ende (2007) | I ukendt farvand (2011) | Salazar's Hævn (2017) |
| ------------------------ | ---------------------------------- | ---------------------- | ----------------------- | ----------------------- | --------------------- |
| Jack Sparrow             | Johnny Depp                        | Johnny Depp            | Johnny Depp             | Johnny Depp             | Johnny Depp           |
| Barbossa                 | Geoffrey Rush                      | Geoffrey Rush          | Geoffrey Rush           | Geoffrey Rush           | Geoffrey Rush         |
| Joshamee Gibbs           | Kevin McNally                      | Kevin McNally          | Kevin McNally           | Kevin McNally           | Kevin McNally         |
| Will Turner              | Orlando Bloom Dylan Smith (y)      | Orlando Bloom          | Orlando Bloom           |                         | Orlando Bloom         |
| Elizabeth Swann          | Keira Knightley Lucinda Dryzek (y) | Keira Knightley        | Keira Knightley         |                         | Keira Knightley       |
| James Norrington         | Jack Davenport                     | Jack Davenport         | Jack Davenport          |                         |                       |
| Governor Weatherby Swann | Jonathan Pryce                     | Jonathan Pryce         | Jonathan Pryce          |                         |                       |
| Pintel                   | Lee Arenberg                       | Lee Arenberg           | Lee Arenberg            |                         |                       |
| Ragetti                  | Mackenzie Crook                    | Mackenzie Crook        | Mackenzie Crook         |                         |                       |
| Marty                    | Martin Klebba                      | Martin Klebba          | Martin Klebba           |                         | Martin Klebba         |
| Cotton                   | David Bailie                       | David Bailie           | David Bailie            |                         |                       |
| Scarlett                 | Lauren Maher                       | Lauren Maher           | Lauren Maher            |                         |                       |
| Giselle                  | Vanessa Branch                     | Vanessa Branch         | Vanessa Branch          |                         |                       |
| Lt. Theodore Groves      | Greg Ellis                         |                        | Greg Ellis              | Greg Ellis              |                       |
| Murtogg                  | Giles New                          |                        | Giles New               |                         |                       |
| Mullroy                  | Angus Barnett                      |                        | Angus Barnett           |                         |                       |
| Lieutenant Gillette      | Damian O'Hare                      |                        |                         | Damian O'Hare           |                       |
| Davy Jones               | Mentioned                          | Bill Nighy             | Bill Nighy              |                         |                       |
| Bill Turner              | Nævnt                              | Stellan Skarsgård      | Stellan Skarsgård       |                         |                       |
| Lord Cutler Beckett      |                                    | Tom Hollander          | Tom Hollander           |                         |                       |
| Tia Dalma (Calypso)      |                                    | Naomie Harris          | Naomie Harris           |                         |                       |
| Ian Mercer               |                                    | David Schofield        | David Schofield         |                         |                       |
| Captain Teague           |                                    |                        | Keith Richards          | Keith Richards          | Keith Richards        |
| Anamaria                 | Zoe Saldana                        |                        |                         |                         |                       |
| Sao Feng                 |                                    |                        | Chow Yun-Fat            |                         |                       |
| Angelica                 |                                    |                        |                         | Penélope Cruz           |                       |
| Blackbeard               |                                    |                        |                         | Ian McShane             |                       |
| Philip Swift             |                                    |                        |                         | Sam Claflin             |                       |
| Syrena                   |                                    |                        |                         | Àstrid Bergès-Frisbey   |                       |
| Scrum                    |                                    |                        |                         | Stephen Graham          | Stephen Graham        |
| King George II           |                                    | Mentioned              | Mentioned               | Richard Griffiths       |                       |
| Cabin-Boy                |                                    |                        |                         | Robbie Kay              |                       |
| The Spaniard             |                                    |                        |                         | Óscar Jaenada           |                       |